# Brödhära
Brödhära är ett skär i Åland (Finland). Det ligger i Skärgårdshavet och i kommunen Kökar i landskapet Åland, i den sydvästra delen av landet. Ön ligger omkring 72 kilometer öster om Mariehamn och omkring 220 kilometer väster om Helsingfors. Brödhära ligger 4 meter över havet.
Öns area är 1,5 hektar och dess största längd är 190 meter i öst-västlig riktning. Trakten är glest befolkad. Närmaste större samhälle är Kökar, 15,8 km nordväst om Brödhära.